# Partners of the Night
Partners of the Night è un film muto del 1920 diretto da Paul Scardon e prodotto dallo scrittore Rex Beach.
Fu l'ultimo film per l'interprete principale, l'attrice canadese Pinna Nesbit.

## Trama
Al detective Clifford viene affidato il caso di Mary Regan e dei suoi complici che hanno raggirato il cassiere di una banca. Clifford convince Mary a restituire il maltolto, cosa che fa imbestialire uno dei complici, Mathew Bradley, il capo dei detective che destituisce Clifford. Quest'ultimo trova però l'appoggio di Thorne, commissario di polizia.
Bradley, per distruggere la reputazione di Thorne affida a Mary una busta con una mazzetta da consegnare al commissario. Ma Mary sostituisce il denaro con dei fogli di carta e nasconde la tangente tra le cose di Bradley. I reporter che sono stati chiamati sono così testimoni della corruzione di Bradley. Clifford viene reintegrato nella polizia e lui e Mary iniziano la loro vita insieme.

## Produzione
Il film fu prodotto dall'Eminent Authors Pictures Inc.

## Distribuzione
Distribuito dalla Goldwyn Distributing Company, uscì nelle sale cinematografiche statunitensi il 29 febbraio 1920.